# Bruggmannia randiae
Bruggmannia randiae är en tvåvingeart som beskrevs av Edwin Möhn 1960. Bruggmannia randiae ingår i släktet Bruggmannia och familjen gallmyggor.
Artens utbredningsområde är El Salvador. Inga underarter finns listade i Catalogue of Life.